# 馮玉祥
馮 玉祥（ふう ぎょくしょう、ひょう ぎょくしょう）は、中華民国の軍人。中華民国国軍陸軍一級上将。北京政府に属し、当初は直隷派であったが、後に国民軍を組織し、その指導者となった。北伐に際しては五原誓師を行い、全軍で中国国民党・国民政府に加入、国民革命軍に参加している。旧名は基善。字は煥章。祖籍は安徽省廬州府巣県（現在の巣湖市）。

## 経歴

### 清末の活動
李鴻章率いる淮軍の下級将校の子として生まれる。両親ともにアヘン中毒であったために家庭は苦しい状態にあった。15歳で軍に入り、1903年（光緒29年）に早くも武衛右軍で哨長に昇進している。第3営標統陸建章は馮玉祥の才幹を評価し、妻方の姪である劉徳貞を娶わせた。その後も馮玉祥は順調に昇進し、1910年（宣統2年）には第20鎮第80標第3営管帯になっている。
この頃までに馮玉祥は革命思想に傾倒しており、第20鎮駐屯地の灤州で、同僚の王金銘・施従雲らと「武学研究会」を結成し、これを密かに革命派の組織としていた。この研究会には、後に馮玉祥の盟友や配下となる孫岳・鄭金声・張之江・鹿鍾麟・李鳴鐘・韓復榘も加わっている。1911年（宣統3年）10月、武昌起義（辛亥革命)が勃発すると、王金銘・施従雲・馮玉祥もこれに呼応して灤州で挙兵して北方軍政府を樹立し、王金銘が北方大都督、施従雲が総司令、馮玉祥が参謀総長を称した（灤州起義）。しかしこの蜂起はまもなく清軍により鎮圧されてしまい、王金銘と施従雲は殺害され、馮玉祥は捕らえられた後に免職、故郷に送還されてしまう。

### クリスチャン・ジェネラル
清朝滅亡後は、左路備補軍を率いる陸建章の引き立てで、馮玉祥は第2営営長として復帰する。馮玉祥は直隷省景県で募兵を行い、特に農村から壮健な青年を多く引き入れた。この時に配下となった人物としては、孫良誠・劉汝明・石友三・佟麟閣・過之綱・馮治安がいる。さらに第20鎮以来の縁がある李鳴鐘・韓復榘も合流した。
翌年、左路備補軍は京衛軍に改組され、馮玉祥は左翼第1団団長に昇進し、今度は河南省の郾城一帯で募兵を行った。この時に配下となった人物には、田金凱・吉鴻昌・梁冠英がいる。そしてこの時期に、馮玉祥はキリスト教の洗礼を受けた。さらに馮玉祥は部隊全体に洗礼を受けさせ、兵営中に礼拝堂を設立し、日曜日には牧師に部隊での礼拝・講義を行わせた。このため、馮玉祥は「クリスチャン・ジェネラル」と呼ばれることとなる。
1914年（民国3年）春、陸建章の白朗討伐に馮玉祥も従軍することになり、左翼第1旅旅長に昇進した。この旅はまもなく第14旅に改組され、同年秋には第16混成旅となり、引き続き馮玉祥が旅長をつとめている。またこの頃、張之江も馮玉祥の下に駆けつけ、合流した。

### 護国戦争・張勲復辟・護法戦争

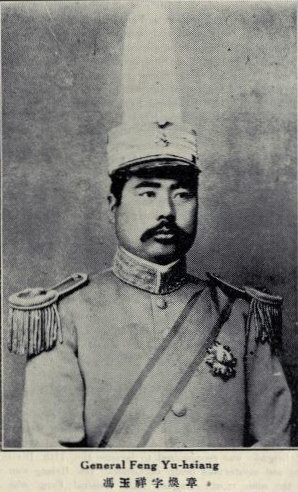
北京政府時代の馮玉祥
Who's Who in China 3rd ed. (1925)

1915年（民国4年）12月、北洋軍元老の王士珍が、全国の旅長以上の指揮官に袁世凱の皇帝即位を擁護する電報へ名を列ねるよう求めてきたが、馮玉祥はこれを拒否した。まもなく護国戦争が勃発すると、馮玉祥率いる第16混成旅も四川省へ護国軍迎撃に赴くことになる。このとき同時に第4混成旅も四川入りしたが、第4混成旅に属していた鹿鍾麟が馮玉祥と再会し、その配下に加わった。
馮玉祥は護国軍との戦いを望まず、まず張之江を護国軍第1軍司令官蔡鍔の下に派遣し、停戦の密約を結ぶ。さらに、鹿鍾麟の提案する策に従って四川督軍陳宧の反袁独立を唆し、1916年（民国5年）5月にこれを成功させた。翌月、袁世凱は病死に至り、護国戦争は護国軍の勝利に終わったが、以上の行動から見ても馮玉祥の貢献は大きかったと言える。
同年7月、馮玉祥率いる第16混成旅は直隷省廊坊に移駐する。しかし、当時の国務総理段祺瑞は、直隷派幹部の陸建章の親族である馮玉祥を嫌い、ついに旅長から罷免してしまい、馮玉祥も病気と称して引きこもる。翌1917年（民国6年）7月、張勲復辟が発生する。このとき、馮玉祥の後任として旅長になっていた楊桂堂は、第16混成旅の幹部である張之江・鹿鍾麟・李鳴鐘らから張勲討伐の宣言を迫られた。楊桂堂はこれを拒否して逃亡したため、張之江らは馮玉祥を旅長として自発的に迎え入れる。馮玉祥も直ちに北京への進軍を号令し、張勲を撃破した。
1918年（民国7年）2月、馮玉祥は護法戦争を起こした孫文の討伐を段祺瑞から命じられた。しかし湖北省武穴まで進軍したところで、馮玉祥は進軍を停止し、南北和平の電報を発する。それでも結局、段祺瑞の強い命令もあって湖南省まで進軍、呉佩孚と協力して同省を制圧した。6月、湘西鎮守使に任ぜられ、常徳に駐屯している。このとき、湖南督軍には安徽派の張敬尭が就任したが、これには馮玉祥や呉佩孚が強い反感を抱いている。
1920年（民国9年）6月、護法軍政府側が湖南省へ進軍してくると、馮玉祥と呉佩孚は張敬尭を見捨て、敗走するがままにさせた。その後、馮玉祥率いる混成第16旅は常徳から漢口に移り、ここで孫文との交渉を持ち始める。11月、河南省信陽に移駐した。まもなく安直戦争が勃発して直隷派が勝利、曹錕と呉佩孚が北京で権力を掌握する。

### 北京政変と国民軍結成
1921年（民国10年）5月、陝西督軍に任ぜられた閻相文に随従して、馮玉祥率いる混成第16旅も陝西入りし、安徽派の前陝西督軍陳樹藩を撃破した。この戦功により、混成第16旅は第11師に拡充され、馮玉祥は師長兼陝西西区剿匪司令に任ぜられた。8月、陝西省の統治に失敗した閻相文が自殺し、馮玉祥が後任の陝西督軍となる。
翌1922年（民国11年）4月、第1次奉直戦争が勃発すると、馮玉祥は河南省へ進軍して、奉天派に味方する河南督軍趙倜を撃破した。この功績により翌月に河南督軍に任ぜられたが、呉佩孚の横槍で10月に罷免され、北京で陸軍検閲使に就任することになる。馮玉祥は当初不満を抱くが、曹錕の説得もあってやむなく就任し、北京南苑で自軍の訓練に励んだ。1923年（民国12年）5月、西北辺防督弁に任ぜられている。
同年10月、曹錕が賄選により大総統に選出されたことには馮玉祥も内心で反発し、さらに孫文が派遣してきた徐謙・黄郛らの説得もあり、曹錕と呉佩孚の討伐を決心する。このとき馮玉祥は、かつて武学研究会で同志だった第15旅旅長兼大名鎮守使の孫岳とも連絡をとり、密約を結んだ。さらに孫岳がかねてからの盟友である第24師師長胡景翼を馮玉祥に引き合わせて仲間とし、3人は蜂起の機会をうかがうことになる。
1924年（民国13年）9月、第2次奉直戦争が勃発すると、呉佩孚が熱河方面へ奉天派の迎撃に向かい、北京の防備が手薄となる。そして10月22日、馮玉祥はクーデターを決行して曹錕を捕縛し、さらに清室優待条件の廃止を宣言して、廃帝溥儀を紫禁城から追放した。これがいわゆる北京政変（首都革命）である。24日、馮玉祥は国民軍の結成を宣言し、自らは国民軍総司令兼第1軍軍長、胡景翼が副司令兼第2軍軍長、孫岳が副司令兼第3軍軍長となった。そして孫文に対して北京への北上と今後の協議を呼びかけ、孫文もこれに応じる。同時に奉天派の張作霖や失脚していた段祺瑞も招致し、11月24日、段祺瑞が臨時執政に就任、新政権が始動した。

### 五原誓師
1925年（民国14年）1月、陸軍検閲使の地位は廃止され、馮玉祥は西北辺防督弁専任となる。以後、国民軍第1軍は察哈爾・綏遠・甘粛・京兆を地盤とすることになる。3月、馮玉祥は張家口で正式に西北辺防督弁に就任し、国民軍第1軍を西北陸軍（いわゆる「西北軍」）に改称した。8月には馮玉祥は甘粛督軍を兼任し、孫岳が陝西督軍に任命された。
しかし、北京を追われた呉佩孚は反撃を謀り、関内に大軍を招き入れたことで馮玉祥と対立した張作霖や山東省の張宗昌とも連合して、いわゆる「討赤聯軍」を組織し、馮玉祥に対する包囲網を形成した。馮玉祥もこれに対抗して、張作霖の方針に不満を抱いていた奉天派有力幹部の郭松齢と連携している。11月23日、郭松齢は反張作霖の蜂起を行い、30日には自軍を東北国民軍に改組した。しかし関東軍の支援を受けた張作霖の反撃に敗北し、郭松齢は処刑された。
この不利な状況を受けて馮玉祥は翌1926年（民国15年）1月に下野し、西北軍の指揮を張之江・鹿鍾麟らに委ねている。3月、馮玉祥は徐謙・劉驥など少数の随員と共にソビエト連邦へ軍事視察に赴いた。ソ連へ赴く途中のウランバートル（庫倫）において、馮玉祥は顧孟余や于右任、さらにはソ連顧問のミハイル・ボロディンと討議し、モスクワ到着2日目の5月10日に中国国民党加入を宣言している。その後、3カ月間ソ連に滞在し、ソ連からの支援獲得も取り付けた。
一方、馮玉祥離脱後の西北軍は、最高指導者不在にして、かつ、他の北方派閥すべてを敵に回す（1926年からは山西の閻錫山も反馮玉祥に動いていた）圧倒的不利な状況に追い込まれていた。それでも張之江・鹿鍾麟らは、4月から8月まで要衝の南口に拠り、北方各派連合軍相手に善戦した（南口大戦）。最終的に張之江らは敗北して綏遠方面に撤退したものの、この戦いは北伐を開始した国民革命軍への側面支援となり、さらに西北軍そのものの維持にも貢献した。
その後、五原に駐留していた西北軍の下に馮玉祥は復帰し、9月17日、国民聯軍総司令就任と全軍の国民党加入を宣言した。これがいわゆる「五原誓師」である。以後、馮玉祥は国民聯軍の軍事訓練・政治訓練を再実施し、全軍をさらに精鋭化させた。11月以降、国民革命軍に呼応して北方各派への反撃に転じて、まず陝西省で直隷派の劉鎮華を撃破した。翌1927年（民国16年）初頭に国民聯軍は国民革命軍第2集団軍に改組され、馮玉祥がそのまま総司令をつとめる。そして陝西から河南へ進撃し、5月には洛陽・鄭州を次々と攻略した。

### 北伐完了と反蔣戦争

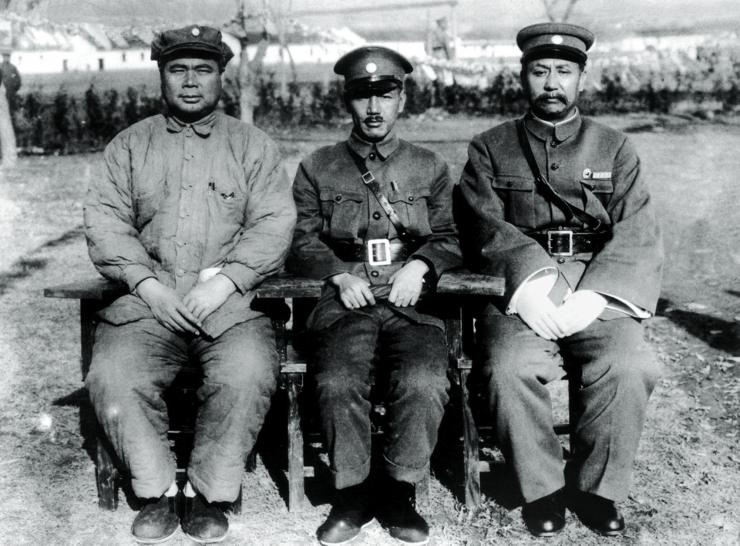
蔣介石

同年4月に蔣介石が上海クーデター（四・一二事変）を起こすと、馮玉祥も蔣介石に与した。6月には汪兆銘・蔣介石と相次いで会談し、反共路線への道のりを固めている。1928年（民国17年）4月からは蔣介石・閻錫山の軍と協力して張作霖撃破に邁進し、6月の張作霖の爆殺、12月のその子の張学良の易幟へと至って、北伐は勝利に終わった。なお同年10月、南京国民政府が改組された際に、馮玉祥は行政院副院長兼軍政部長に任ぜられている。
北伐完了の頃には、馮玉祥の第2集団軍はすでに約30万人の大兵力を擁する存在となっていた。これに蔣介石は警戒心を抱き、編遣会議を開催して軍縮を図ろうとする。これに不満を抱いた馮玉祥は一時各職を辞任して河南省輝県に引退し、その一方で自己の指揮下の部隊に警戒を強めさせた。
1929年（民国18年）5月、馮玉祥は新広西派（新桂系）の李宗仁と連合して、蔣介石下野を求める反蔣戦争を開始した。しかし蔣介石の対応は素早く、軍を送って新広西派を撃破しつつ、馮玉祥配下の韓復榘・石友三を買収して離反させた。5月、圧倒的不利な情勢に追い込まれた馮玉祥は国民党を除名されてしまい、下野を宣言する。翌月、閻錫山を味方に引き入れようと山西へ交渉に赴いたが、かえって閻錫山のために五台県に軟禁された。
8月、蔣介石が引き続き軍縮を続けることに危機感を抱いた閻錫山は、一転して馮玉祥に自ら面会、謝罪し、協力を約束した。そのため10月に馮玉祥は宋哲元を総司令として反蔣戦争を再び仕掛ける。ところが、蔣介石から国民政府陸海空軍副総司令に任ぜられた閻錫山はまたしても馮玉祥を裏切り、孤立無援となった馮玉祥は12月に陝西省へ撤兵した。
翌1930年（民国19年）3月、ようやく自分が蔣介石から排除の対象から免れないと悟った閻錫山と結んで、馮玉祥は3度目の反蔣戦争を起こす。これには新広西派李宗仁、さらには汪兆銘も加わるなど、反蔣の一大統一戦線が形成されることとなった。これが中原大戦の勃発である。しかし、元からの馮玉祥と閻錫山の間の齟齬をはじめとして、反蔣の有力者たちの足並みは揃っているとは言いがたかった。そして9月18日、反蔣派もあてにしていた張学良が蔣介石支持を表明して馮玉祥らに反撃、これをきっかけに反蔣軍は敗北に終わっている。
この結果、馮玉祥の率いていた旧第2集団軍は完全に瓦解し、蔣介石の統制の下で再編されることになってしまう。以後しばらく、馮玉祥は山西省汾陽に引退することになった。

### 日中戦争前後の活動
1933年（民国22年）1月、長城事変（長城抗戦）が勃発したことに危機感を覚えた馮玉祥は、同年5月26日、吉鴻昌・方振武らと共に張家口で察哈爾民衆抗日同盟軍を結成し、自ら総司令就任を宣言した。
同盟軍は日本軍に反撃して一定の戦果をあげたものの、国民政府中央の蔣介石と汪兆銘は同盟軍の存在を許さず、河北の国民革命軍指揮官である宋哲元・商震らに同盟軍への圧力を加えさせた。日本軍との挟撃を受ける形となり、苦境に陥った馮玉祥は、やむなく8月5日に下野し、残軍のほとんどは宋哲元・商震の下に組み込まれた。馮玉祥は張家口を離れ、泰山に隠居している。
しかし日中関係の悪化はその後も加速し、馮玉祥は引き続き抗日の建言を在野から継続した。1935年（民国24年）12月には、軍事委員会副委員長として再起している。そして1937年（民国26年）の日中戦争（抗日戦争、支那事変)勃発と共に、馮玉祥は第3戦区司令官に任ぜられる。翌年2月には第6戦区司令官に異動したが、10月に第6戦区は廃止され、前線指揮官としての地位を喪失した。
それでも馮玉祥は軍事委員会委員・国民政府委員・国民党中央常務委員の地位に残されたことを活用し、中華全国文芸界抗敵協会成立に協力するなど、主に言論・宣伝の分野で抗日の鼓舞につとめている。また、中国共産党との関係改善、聯共路線の堅持を主張した。なお、馮玉祥は詩才にも優れ、特にこの時期に多くの詩を作っているが、自らの詩を素朴なものと謙譲して「丘八詩」と呼んでいる。

### 国共内戦最中の不慮の死

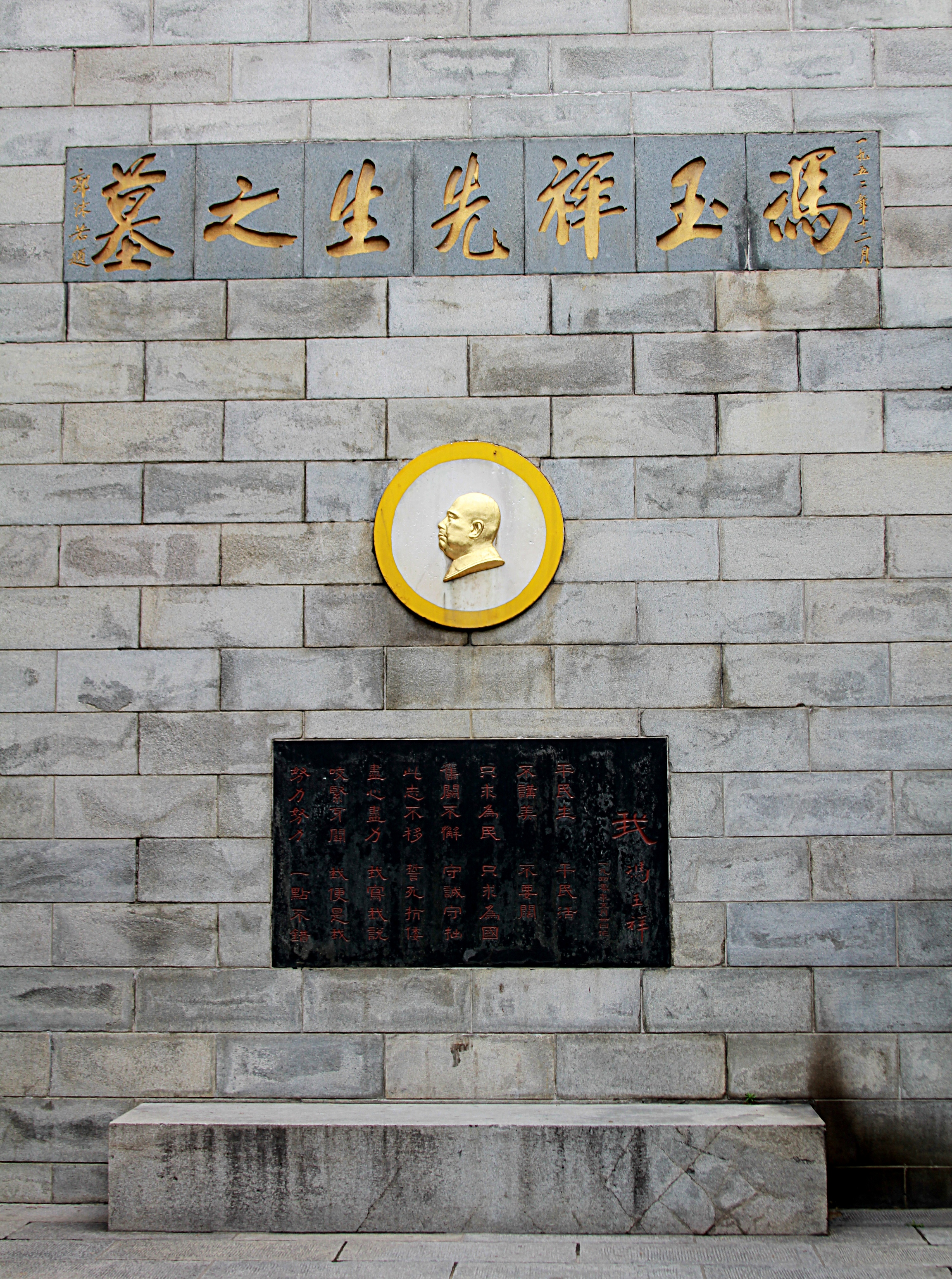
馮玉祥の墓

日本軍に勝利した後には、馮玉祥は蔣介石に対して内戦を回避するよう呼びかけ続けたが、これは全く無視されている。その後も反内戦活動を展開し、1947年（民国36年）11月、馮玉祥は訪問先のニューヨークで「旅美中国和平民主聯盟」を組織し、その主席に推戴された。これらの活動に怒った蔣介石は12月に帰国を命令したが、馮玉祥は拒否した。
翌1948年（民国37年）1月、李済深らが香港で中国国民党革命委員会（民革）を結成すると、馮玉祥もこれに加入し、中央政治委員会主席兼駐米代表に任ぜられた。ここに至り、ついに蔣介石は馮玉祥を国民党から除名し、アメリカ政府にも馮玉祥追放などの対応を要請している。アメリカ政府は馮玉祥を懐柔しようと、反共路線に転じた場合は資金・武器の提供を行うなどの提案を行ったが、馮玉祥はこれを拒否した。
1948年（民国37年）7月末に、馮玉祥は帰国を決断し、ソ連船に乗ってアメリカを離れた。ところが9月1日、黒海沿岸のオデッサ付近で船が火災に遭い、馮玉祥も巻き込まれて死亡した。満65歳没。1953年10月15日、馮玉祥の遺灰は泰山山麓に埋葬されている。
なお、妻の李徳全も政治家で、中国紅十字会会長などを務めた。

### エピソード
- 1925年の秋、馮玉祥は中野正剛と会見し、ロシア革命や東アジアの歴史・政治情勢について互いに議論した。この会見は、当初察哈爾省の張家口で会う予定としていたが、馮玉祥は漢口を拠点にしていた呉佩孚の北伐軍を怖れて中野に置き手紙をして平地泉に逃亡し、さらに中野が平地泉に着いたときには馮玉祥の姿は無く、包頭鎮でようやく会えたという。中野は馮玉祥が議論で対抗できなかったとし、さらにこれを臆病者と見なしている[11]。

- 馮玉祥は土方のような姿をして兵卒といっしょに畚（もっこ）を担いだりすることがあり、下からの人望が厚かったという[12]。